# Herbert Blumer
Herbert George Blumer (7. března 1900 v Saint Louis, Missouri - 13. dubna 1987 v Danville, Kalifornie) byl americký sociolog, žák Georga H. Meada. Bývá řazen mezi zástupce tzv. chicagské sociologické školy, konkrétně do druhé vlny tohoto myšlenkového proudu. Blumer je autorem pojmu symbolický interakcionismus (zařadil do něj C. H. Cooleyho, G. H. Meada, W. I. Jamese). Tento termín, který se následně uchytil jako obecné pojmenování dané problematiky, objevil Blumer v časopise Man and Society v článku Ernsta P. Schmidta.

## Osobní život
Blumer vyrůstal na farmě ve Webster Groves, Missouri, kde také později navštěvoval střední školu. V letech 1918 – 1922 studoval na University of Missouri. V době studií spolupracoval se sociologem Charlesem Ellwoodem a psychologem Maxem Mayerem, kteří na něho měli značný vliv.  Po ukončení studií na této univerzitě krátkou dobu vyučoval. V roce 1925 odešel na univerzitu do Chicaga, kde byl silně ovlivněn názory G. H. Meada, W. I. Thomase a R. Parka. Po získání doktorského titulu roku 1928 nastoupil na místo po svém učiteli G. H. Meadovi na univerzitě v Chicagu. V roce 1952 se stal vedoucím nové katedry sociologie na univerzitě v Berkeley a ve stejném roce se také stal prezidentem organizace American Sociological Association. Za svou kariéru se podílel na mnohých sociologických výzkumech a celý svůj dospělý život publikoval.Svá nejzásadnější díla vydal v 50. a 60. letech 20. století a zaměřoval se v nich zejména na kritiku nejčastějších přístupů v americké sociologické teorii.Mimo jiné byl také v letech 1925 – 1933 profesionálním hráčem amerického fotbalu.

## Přispění sociologii

### Symbolický interakcionismus
Blumer je autorem pojmu symbolický interakcionismus (zařadil do něj C. H. Cooleyho, G. H. Meada, W. I. Thomase). Symbolický interakcionismus spadá pod sociologické paradigma interpretatismus. Tento směr se především zabývá socializací člověka, která je závislá na vzájemných lidských interakcích, během nichž jsou používány jednotlivé symboly. V knize Symbolická interakce: perspektiva a metoda (1969) vymezil Blumer základní principy symbolického interakcionismu takto:
1. Lidé jednají ve vztahu k věcem na základě významů, které pro ně věci mají. Příkladem může být člověk, jehož životním cílem je stoupání po kariérním žebříčku (povýšení v zaměstnání) až k dosažení samotného vrcholu. Jejich pohled na lidi, věci a ideologie jsou postaveny na jejich cílech nebo významech. Osoba, která touží pouze dospět k vrcholu žebříčku, může považovat luxusní předměty za důležité a nezávislé lidi za líné a škodlivé pro společnost. Na druhé straně nezávislý člověk vidí zřejmě svět úplně jinak – věří, že kariérní žebříček je pro člověka nezdravý a přepychový majetek zhoubný pro společnost. V co člověk věří, je zakořeněno ve významu věci
2. Význam těchto věcí je odvozen z interakce, která probíhá mezi člověkem a společností. Jako příklad může posloužit americká (nebo západní) konzumní společnost. Lidé těchto kultur rádi nakupují hodně zboží. Důvodem je to, že tuto společnost naplňuje představa mít plno skvělých produktů. Ale kdyby tito lidé odcestovali do země třetího světa, důležitými věcmi by se pro ně staly jídlo, voda, přístřeší a bezpečí. Významy věcí, ať už materiálních či duchovních, se liší společnost od společnosti. Věci samy o sobě nemají význam, nezískávají ho ani pomocí spojování psychologických prvků (pocity, postoje, motivy atd.), ale v procesu interakce mezi lidmi.
3. Tyto významy jsou řešeny a upravovány přes výkladový proces, který člověk používá při řešení věcí, kterým čelí. Příkladem této premisy může být nekonvenční osoba, jako například spisovatel či tanečník. Takový člověk se od ostatních liší, jelikož je netypicky umělcem a ne například obyčejným účetním. Avšak když se takový člověk setká se svým kamarádem - konformistou (např. inženýrem), který se ho ptá na jeho rozhodnutí, jeho myslí proběhne několik otázek (např. jak jsou si blízcí, jak dobře se znají, jak je sebejistý atd.), které mu nakonec pomohou odpovědět. Jde o výkladovou analýzu, kterou provádí každý. Odpovědi či rozhodnutí jednotlivých lidí jsou jedinečné, jelikož vycházejí z jejich života a historie.[4]

### Teorie sociálního neklidu
Herbert Blumer byl jedním z těch, kdo popsal základní charakteristiky sociálních hnutí v průběhu 40. a 50. let dvacátého století. Blumer definuje sociální hnutí jako kolektivní snahu "ustavit nový životní řád". Herbert Blumer se svou teorií sociálního neklidu pokusil vysvětlit nekonvenční protestní aktivity sociálních hnutí probíhající mimo sféru formální stranické politiky a zastupitelstev zájmových skupin. Podle Blumera v zásadě všechna sociální hnutí byla motivována nespokojeností s konkrétními aspekty stávající společnosti a touhou je změnit. Blumer rozděluje sociální hnutí na tři typy:
- Obecná sociální hnutí, například ženské hnutí.
- Specifická sociální hnutí, například hnutí za snížení daní na určité výrobky.
- Expresivní, neboli dovnitř orientovaná hnutí, jejichž cílem je proměna samotných účastníků. Příklady jsou hnutí new age, které motivuje své stoupence ke změně vlastního já a módní hnutí.

Většina sociálních hnutí v důsledku kampaně za společenské změny ovlivňuje identity aktivistů a jejich stoupenců, i když na první pohled se může zdát, že nepatří k expresivnímu typu hnutí. Například, mnohé ekologické kampaně se výslovně snaží předcházet dalším škodám na životním prostředí, ale ve snáze dosáhnout tohoto cíle často upevní v myslích účastníků vazbu mezi jednotlivcem a přírodou, a tím transformují i jejich vnímání sebe samých. To znamená, že patří k obecnému typu hnutí a zároveň k expresivnímu typu.
Herbert Blumer tvrdí, že vývoj sociálního hnutí kopíruje postupné formování nového životního řádu, a že každé sociální hnutí má čtyři fází:
1. V první fázi problém budí mezi lidmi bouřlivý ohlas, ovšem zatím ještě v relativně neuspořádané a nevyhrocené podobě.
2. Ve druhé fázi je zdroj nespokojenosti zřetelněji definován a prozkoumán. V této fázi aktivisté se musí rozhodnout jak budou provádět nábor a jakou strategii budou používat, aby dosáhli svých cílí. Pomocí masových medií se obracejí na obyvatelstvo a snaží se zdůvodnit své hnutí, aby přitáhli co nejvíce lidí.
3. Ve třetí fázi vznikají formální organizace, které tomuto hnutí umožní dosáhnout větší míry koordinace. Probíhá realizace vedené kampaně.
4. V poslední fázi toto hnutí zaniká, a to buď z toho důvodu, že dosáhli svých cílí, což znamená, že už není důvod existovat, nebo protože došlo k nedostatku peněz nebo ke ztrátě entuziazmu, a tím pádem nedosáhli svých cílí, což se stává častěji.

## Blumerova metodologie
Blumer rozvíjí vlastní přístup k sociologické metodologii, který je v příkrém rozporu s tehdy panující metodou: byl silným kritikem amerického kvantitativního výzkumu dotazníkového charakteru. Blumerův model definování sociálního problému vzniká naopak induktivně a má proto charakter empirického zobecnění. Považuje se za popisnou teorii, která odráží empirickou realitu interpretovanou vědcem, o níž tento vědec zároveň věří, že ji takto interpretují i jím zkoumaní lidé.  K této empirické generalizaci dochází metodou založenou na heuristických pojmech, nikoliv na pojmech definitivních. Vědec při výzkumu proto postupuje neustálým přibližováním významů svých pojmů významům, které věcem přikládají samotní aktéři (Blumer nazývá jednající individua „aktéři“, aby zdůraznil záměrnost lidského jednání) zkoumaných procesů. Aby sociolog zachytil významy, kterými operují aktéři, nejprve sbírá informace, které považuje za relevantní, překvapivé nebo jinak zajímavé z hlediska předmětu nebo jeho výzkumu. Tuto fázi Blumer pojmenoval explorace a po ní sociolog přechází k inspekci. Ta je konfrontací získaného materiálu s heuristickými pojmy. Jestliže empirická data odporují heuristickým pojmům, musí být pojmy znovu definovány v souladu s empirickými daty. Tímto způsobem se sociolog přibližuje pohledu zkoumaných aktérů na svět, jelikož cílem metody symbolického interakcionismu je pohlédnout na svět právě očima těchto aktérů.

### Makrostruktury a mikrostruktury
Herbert Blumer věřil, že společnost není tvořena makrostrukturami, ale že je její podstata založena spíše na mikrostrukturách, konkrétně pak na aktérech a jejich činech. Tyto mikrostruktury nejsou izolovány, ale skládají se z kombinace kolektivních činů vedoucích k představě o společném postupu. Společný postup pak není pouze souhrn individuálních činů, ale má svůj vlastní charakter. Blumer neodmítal myšlenku makrostruktur jako takových, ale místo toho se zaměřil na koncept pohotovosti. Přiznal, že makrostruktury jsou důležité, ale že v symbolickém interakcionismu mají extrémně omezené. Z toho důvodu mají makrostruktury větší význam než „rámce“, ve kterých se odehrávají důležité aspekty společenského života (akce a interakce). Víceméně jsou dle autora makrostruktury důležité, protože utvářejí situace, ve kterých jedinci jednají, a dodávají tak aktérům danou sadu symbolů, které jim jednat umožňují. V souhrnu tedy Blumer říká, že makrostruktury jsou rámcem pro to, co je pro společnost stěžejní, a to akce a reakce. Nepopírá, že společenské struktury ovlivňují naše jednání, avšak tvrdí, že jimi není určováno.

## Chicagská škola
V době, kdy na Chicagské univerzitě studoval Herbert Blumer, patřila k nejvýznamnějším sociálněvědním školám v Americe a Blumerovo pozdější myšlení bylo proto tímto prostředím silně ovlivněno. Toto prostředí je nazýváno jako Chicagská škola (sociologie). Byla považována za centrum pragmatické filosofie a jejími představiteli, kteří na škole působili, byli Wiliam James, John Dewey a George Herbert Mead. Zde prováděné sociologické výzkumy se zaměřovaly zejména na oblast sociálních problémů a městského života. Katedra sociologie vznikla v roce 1892 a vrcholným obdobím procházela pod vedením W. I. Thomase a R. E. Parka, který se stal jeho následovníkem.

## Vztah k G. H. Meadovi
Blumer následuje Meada v jeho pragmatickém pohledu na svět, ve kterém hraje důležitou roli aktivní individuum. Na úrovni konkrétní sociologické práce přebírá Blumer Meadovo chápání člověka jako produktu evoluce, ve které mají dominantní funkci sociální faktory, a to jak na úrovni vývoje druhu, tak na úrovni vývoje a života konkrétního jedince. Stejně tak přejímá Meadovo chápání sociální interakce a prostředků, které ji umožňují.
Na druhou stranu Blumer nepřijímá Meadův koncept sociálního behaviorismu jako východiska pro vědeckou práci a vědecké zkoumání, takže v oblasti metodologie jde Blumer svou a odlišnou cestou.
Předmětem Meadova zájmu byla sociální psychologie, zatímco Blumer se jako sociolog zabýval zejména teoretickým schématem pro vysvětlení lidské společnosti.

### Oblasti ovlivněné symbolickým interakcionismem
Metodologické i teoretické postupy symbolického interakcionismu jsou v období 70. a 80. let 20. století používány hlavně v těchto oblastech:
1. Self a teorie identity
2. Dramaturgické přístupy, teorie motivů a prezentace self
3. Kolektivní chování a kolektivní jednání
4. Kultura a umění
5. Sociolingvistické přístupy
6. Teorie sociálních problémů

Naopak nejsou schopny pracovat s pojmy jako moc, struktura a sociální organizace. To vede některé představitele směru ke kritice symbolického interakcionismu a k pokusům o jeho rozšíření i na zkoumání ostatních oblastí, například politického systému.

## Dílo
- Movies and Conduct (1933)
- Movies, Delinquency and Crime (1933)
- Human Side of Social Planning (1935)
- Critiques of Research in the Social Sciences: An Appraisal of Thomas and Znaniecki's "The Polish Peasant in Europe and America" (1939)
- Symbolic Interactionism: Perspective and Method (1969)
- Critiques of Research in the Social Sciences: An Appraisal of Thomas and Znaniecki's The Polish Peasant in Europe and America (Law and Society) (1980)
- Industrialization as an Agent of Social Change: A Critical Analysis (Communication & Social Order) (1991)
- George Herbert Mead and Human Conduct (2003)